# Filipínská druhá republika
Filipínská druhá republika byla japonským loutkovým státem na území Filipín v období druhé světové války, prezidentem této republiky byl José P. Laurel. Moc byla však v japonských rukou, a to i podle denního praktického života, vše zde bylo podle Japonců. Na Filipínách docházelo i k porušováni lidských práv, jako například k mučení zajatců. Všude kolem státu bylo území obsazené Japonskem. Byla dovolená jen jedna filipínská strana: Kalibapi vedená prezidentem Laurelem.

## Odboj
Odboj proti Japoncům organizovalo zčásti levicové hnutí Hukbalahap a exilová vláda Filipínského společenství.